# Syndicat indépendant de l'automobile
Pour les articles homonymes, voir SIA.
Le Syndicat Indépendant de l’Automobile (SIA) est un syndicat national implanté historiquement dans les  établissements Citroën et présent aujourd'hui dans presque tous les établissements (périmètre France) du Groupe Stellantis.
Prenant la suite des sections CSL, il est affilié au Groupement des syndicats européens de l'automobile (GSEA) qui regroupe le Syndicat indépendant de Renault, son homologue chez Ford, etc.
Le SIA n'est pas reconnu comme représentatif, ni au niveau de la branche, ni au niveau national.
Le SIA est représentatif localement dans plusieurs sites du Groupe Stellantis.

## Histoire
L’usine de Rennes ouvre ses portes en 1962 et aux premières élections des délégués du personnel en 1964, 76 % des salariés participent au vote. La CGT obtient 58 % des voix et la CFDT 42 %, alors qu'elle est alors en pleine effervescence revendicative et toute proche de sa déconfessionnalisation. Stupéfaite, la direction se reprend et lance des pratiques antisyndicales souvent très dures, d'autant que Citroën a hérité d’une tradition de paternalisme social de son actionnaire Michelin (de 1933 à 1974). Yannick Frémin, secrétaire  du syndicat CGT de Citroën, militant de l’action catholique ouvrière (Joc et ACO), organisa et participa, en mars, avril et mai 1966, à des débrayages dans l’usine sur les questions de salaire, de conditions de travail et de respect des libertés syndicales. En décembre 1966, il est giflé par son agent de secteur, puis licencié. C'est l'« Affaire Yannick Frémin ». 
Mgr Gouyon, archevêque de Rennes, écrit dans Ouest-France 24 décembre 1966 que « Toute répression ouverte ou camouflée de l’action syndicale est une atteinte à ce droit fondamental ». La manifestation du 5 janvier 1967 réunit, Place des Lices, plusieurs milliers de personnes mais le PDG, Pierre Bercot, dans une lettre au maire de Rennes rendue publique au conseil municipal du 30 janvier 1967, justifie les exactions de l’agent de maîtrise. Georges Pompidou, alors premier ministre, de passage à Rennes, reçoit ensemble la CGT et la CFDT. Citroën est condamné par les tribunaux mais Yannick Frémin pas réintégré,. Le magazine d’information Zoom, diffusé sur la deuxième chaîne de l’ORTF consacra un sujet de 12 minutes à Yannick Frémin le 11 avril 1967.
L'usine de Rennes sera l’une des seules de sa dimension à ne pas connaître de grève générale en 1968. Durant l’été 1968, apparaît le syndicat « maison » Sisc (Syndicat indépendant des salariés de Citroën) qui deviendra plus tard la CFT (Confédération française du travail), puis la CSL (Confédération des syndicats libres) et aujourd’hui le SIA (Syndicat indépendant de l’automobile).
Ouest-France rapporte les pressions, brimades, mises à pied de salariés et en fera son titre de première page à deux reprises : les militants qui distribuent des tracts aux heures d’entrée et de sortie du personnel sont agressés physiquement par les agents de maitrise. 
Yannick Frémin prit la parole lors du meeting unitaire au nom de l’ensemble des organisations syndicales (CGT, CFDT, FO, FEN, CDJA et MODEF) du 30 juin 1970 contre les agissements fascistes et pour le respect des libertés syndicales. Toujours à Rennes, en mars 1971, une distribution de tracts CGT à la sortie des usines Citroën est empêchée avec violence. Les partis politiques de gauche (PCF, PS et PSU) apportèrent leur soutien à cette initiative. Dès les élections municipales de 1971, la liste « Rennes socialiste » obtient 25 % des voix et se déclare comme « solidaire des travailleurs » et en organisant à la sortie une distribution de tracts très médiatisée qui se heurte violemment aux « gros bras » de l’usine. Un affrontement particulièrement violent se déroule aussi à l'usine Saviem de Rennes avec les gros bras de la future CFT, alors qu'a eu lieu dans une autre usine, à Caen, la grève de la Saviem en janvier 1968, pour une augmentation de salaire. 
Le 30 août 1972 un délégué CGT Hurault fut blessé alors qu’il distribuait des tracts devant l’entreprise. La situation créée par le patronat souleva l’indignation d’une partie de plus en plus grande de l’opinion rennaise.
Dans les années 1970, la politique offensive de l’encadrement et l’absence de tradition ouvrière des salariés provoquent les reculs de la CGT et la disparition de la CFDT. 
Son influence décroit cependant au sein des établissements du groupe PSA. En 2018, il obtient 9,7 % des voix aux élections professionnelles, n'atteignant pas le seuil de représentativité. Il décide alors de fusionner avec le syndicat CFTC de l'entreprise en abandonnant son logo.

## Groupement des syndicats européens

logo du GSEA

Fondé en 2000, le Groupement des syndicats européens de l’automobile (GSEA) fédère le SIA, la Confédération autonome du travail (CAT) de Poissy  et d'autres petites structures. En 2002, le GSEA se présentait pour la première fois seul aux élections. Par le passé, ses syndicats se présentaient sous la bannière CSL, confédération que le GSEA a quitté en 2000 et qui a décidé en 2002 de cesser toute activité syndicale.
De par ses activités, le GSEA n'a pu présenter des candidats que dans 3 des 5 sections. Pour les élections 2008, le GSEA a présenté de nouveau ses candidats aux élections prud'homales avec une nouvelle présence dans la section activités diverses.
| Organisation syndicale | 2002   | 2008   |
| ---------------------- | ------ | ------ |
| GSEA                   | 0,27 % | 0,29 % |

| Résultats par sections: | 2002  |      |      | 2008 |      |      |
| Chiffres                | Voix  | %    | Élus | Voix | %    | Élus |
| Industrie               | 10985 | 0,61 | 2    | 8062 | 0,52 | 2    |
| Commerce                | 1143  | 0,09 | 0    | 4802 | 0,38 | 1    |
| Agriculture             |       |      |      |      |      |      |
| Activités diverses      |       |      |      | 49   | 0,01 | 0    |
| Encadrement             | 1758  | 0,25 | 0    | 589  | 0,1  | 0    |